# Katrin Leumann
Katrin Leumann (Basilea, 8 de febrer de 1982) és una esportista suïssa que va competir en ciclisme de muntanya en la disciplina de camp a través, guanyadora d'una medalla d'or al Campionat Mundial de Ciclisme de Muntanya de 2010 i tres medalles al Campionat Europeu de Ciclisme de Muntanya, als anys 2010 i 2012.

## Palmarès en ciclisme de muntanya
- 2004
  -  Campiona de Suïssa en Camp a través
- 2008
  -  Campiona de Suïssa en Camp a través
- 2009
  -  Campiona de Suïssa en Camp a través
- 2010
  -  Campiona del món en Camp a través per relleus (amb Thomas Litscher, Ralph Näf i Roger Walder)
  -  Campiona d'Europa en Camp a través
  -  Campió d'Europa en Camp a través per relleus (amb Thomas Litscher, Ralph Näf i Roger Walder)
- 2013
  -  Campiona de Suïssa en Camp a través

## Palmarès en ciclocròs
- 2006-2007
  -  Campiona de Suïssa en ciclocròs